# Gajduszowiec
Gajduszowiec – potok będący górnym biegiem Gostwiczanki. Wypływa na wysokości około 525 m we wsi Wysokie w województwie małopolskim, w powiecie limanowskim, w gminie Limanowa. Spływa początkowo w kierunku południowym. Nieco powyżej 400 m jego biegu z lewej strony uchodzi do niego niewielki ciek o nazwie Buczynka. Gajduszowiec płynie dalej w kierunku południowym, następnie południowo-wschodnim i przepływa przez wieś Długołęka-Świerkla. Przy granicy tej wsi z wsią Gostwica, na wysokości 352 m, uchodzi do niego z prawej strony niewielki potok Rdzawka. Od tego momentu potok zmienia nazwę na Gostwiczanka.
Zlewnia Gajduszowca znajduje się w Beskidzie Wyspowym i obejmuje pola uprawne, lasy i zabudowany obszar wsi. Potok w dużej części płynie korytem hydrotechnicznie uregulowanym. Oprócz Buczynki i Rdzawki ma jeszcze wiele niewielkich i bezimiennych, lewo- i prawobrzeżnych dopływów.